# بارتليت آدمسون
بارتليت آدمسون (بالإنجليزية: George Ernest Bartlett Adamson)‏ هو صحفي وشاعر أسترالي، ولد في 22 ديسمبر 1884 في تاسمانيا في أستراليا، وتوفي في 4 نوفمبر 1951 في سيدني في أستراليا.